# Ophisops occidentalis
Ophisops occidentalis är en ödleart som beskrevs av  George Albert Boulenger 1887. Ophisops occidentalis ingår i släktet ormögonödlor och familjen lacertider. IUCN kategoriserar arten globalt som livskraftig. Inga underarter finns listade i Catalogue of Life.
Arten förekommer i norra Afrika från Marocko till Egypten. Den lever i låglandet och i bergstrakter upp till 1500 meter över havet. Habitatet utgörs av buskskogar, stäpper och andra gräsmarker. Ibland besöks jordbruksmark men jordbruket får inte vara intensiv.